# Marie de Monthermer
Marie de Monthermer, née en octobre 1297 et morte après le 30 mars 1371, est une noble anglaise, devenue par mariage comtesse de Fife.

## Biographie

### Origines, naissance et jeunesse
Veuve en 1295 de son époux Gilbert de Clare, 7e comte de Gloucester et 6e comte de Hertford, Jeanne d'Angleterre, fille du roi Édouard Ier d'Angleterre, tombe amoureuse de Raoul de Monthermer, un écuyer de son défunt mari,. Raoul ne tarde pas à céder aux charmes de sa maîtresse et l'épouse secrètement vers janvier 1297. Pendant ce temps, le roi Édouard Ier négocie le remariage de sa fille avec Amédée V de Savoie. Découvrant en mars 1297 que Jeanne est enceinte, le roi apprend l'identité du nouveau mari de sa fille et, furieux, le fait emprisonner à Bristol.
Convoquée par son père, Jeanne d'Angleterre défend avec passion sa décision et, selon le chroniqueur Thomas Walsingham, lui rétorque : « Personne ne voit rien de mal si un grand comte épouse une femme pauvre et humble. Pourquoi devrait-il y avoir quelque chose de mal si une comtesse épouse un homme jeune et prometteur ? » Édouard Ier aurait apparemment apprécié cette répartie mais il est possible que l'avancée de la grossesse de sa fille l'ait contraint à reconnaître le mariage. À la suite de l'intervention d'Antony Bek, évêque de Durham, Édouard Ier fait libérer son gendre, qui lui rend hommage le 2 août 1297 à Eltham pour les possessions que détient Jeanne. Raoul de Monthermer devient ainsi de jure uxoris comte de Gloucester et comte de Hertford.
Deux mois plus tard, en octobre 1297, Jeanne donne naissance à une fille, prénommée Marie. Cette naissance est suivie peu après par celles d'une seconde fille, Jeanne, et de deux fils, Thomas et Édouard. Les quatre enfants de Jeanne et de Raoul vivent principalement pendant leur enfance auprès de leurs parents, à Windsor et à Marlborough, mais on ignore s'ils sont élevés avec les enfants issus du premier lit de leur mère, à savoir Gilbert, Éléonore, Marguerite et Élisabeth de Clare. Marie est âgée de seulement neuf ans lorsque sa mère Jeanne meurt le 23 avril 1307. Son père Raoul de Monthermer perd automatiquement les titres et possessions qu'il détenait en droit de son épouse, ces derniers étant hérités par le jeune Gilbert de Clare.

### Mariage et vie ultérieure en Écosse
Courant 1306, le roi Édouard Ier arrange pour sa petite-fille Marie de Monthermer un mariage avec le noble écossais Duncan IV de Fife,, qui a passé l'essentiel de son enfance à la cour d'Angleterre. La dispense papale requise pour permettre l'union de Marie et de Duncan est délivrée le 4 novembre 1307, quelques mois après la mort d'Édouard Ier. Le mariage est vraisemblablement célébré peu après : Marie a tout juste dix ans, alors que son nouvel époux en a dix-huit. En raison de leur différence d'âge et de leur longue séparation entre 1314 et 1320, leur premier (et en définitive unique) enfant ne naît que vers 1320 : il s'agit d'une fille, prénommée Isabella, et qui deviendra finalement l'héritière des titres et des possessions de son père.
Quelques mois après la déroute anglaise à Bannockburn, Duncan IV de Fife obtient le 6 novembre 1314 la permission du roi Édouard II de quitter l'Angleterre et de retourner dans sa terre natale, où le roi Robert Ier d'Écosse le reçoit « dans sa paix » le 27 août suivant. Quant à Marie, elle demeure encore en Angleterre pendant cinq ans et ne reçoit qu'en janvier 1320, pendant une trêve entre l'Angleterre et l'Écosse, l'autorisation de son oncle Édouard II de rejoindre son époux. En août 1332, au cours de l'invasion de l'Écosse par Édouard Balliol, soutenu par les Anglais, Marie et sa fille Isabella sont capturées à Perth par des partisans du roi David II d'Écosse et envoyées dans le Northumberland, en Angleterre, tandis que Duncan IV se soumet à Balliol et le couronne roi d'Écosse à Scone le 24 septembre.
On ignore à quel moment Marie de Monthermer fait son retour en Écosse auprès de son époux qui, après avoir brièvement rallié Édouard Balliol, retourne à son ancienne allégeance envers David II et est capturé à la bataille de Neville's Cross en 1346, où le roi Édouard III, qui est un cousin de Marie, ordonne son exécution avant de lui permettre de racheter sa vie par une importante rançon — probablement grâce à la parenté du roi avec son épouse —, qui est payée en 1350. Après la mort de Duncan en 1353, Marie lui survit pendant plusieurs années. La dernière preuve qu'elle est en vie date du 30 mars 1371, alors qu'elle est âgée de 73 ans. Cette même année, sa fille Isabella renonce au comté de Fife en faveur de Robert Stuart, deuxième fils du roi Robert II d'Écosse.